# Shashe
Shashe (także Shashi) – rzeka w południowo-wschodniej Afryce, na pograniczu Botswany i Zimbabwe. Źródło rzeki znajduje się we wschodniej Botswanie, na północny zachód od miasta Francistown. Rzeka płynie w kierunku południowo-wschodnim, opływając to miasto od zachodu, po czym zaczyna tworzyć fragment granicy botswańsko-zimbabweńskiej ciagnący się, z przerwą wokół wsi Tuli, do ujścia na rzece Limpopo znajdującego się na trójstyku z Republiką Południowej Afryki.
Długość rzeki Shashe wynosi 362 km.